# Roches qui dansent
Les « Roches qui dansent », également dénommées (mais faussement) « Cromlech de Douvéas » est un site classé et inscrit du département de la Drôme, situé sur le territoire de la commune de Saint-Barthélemy-de-Vals.

## Géographie

### Situation
Le site des Roches qui dansent est un chaos rocheux d'origine naturelle. Il est situé dans le hameau de Douévas, lequel se positionne dans la partie méridionale de la commune de Saint-Barthélemy-de-Vals (entre Tournon-sur-Rhône et Vienne), au débouché oriental du ruisseau de Ponsas, à moins de deux kilomètres des berges du Rhône.

### Description

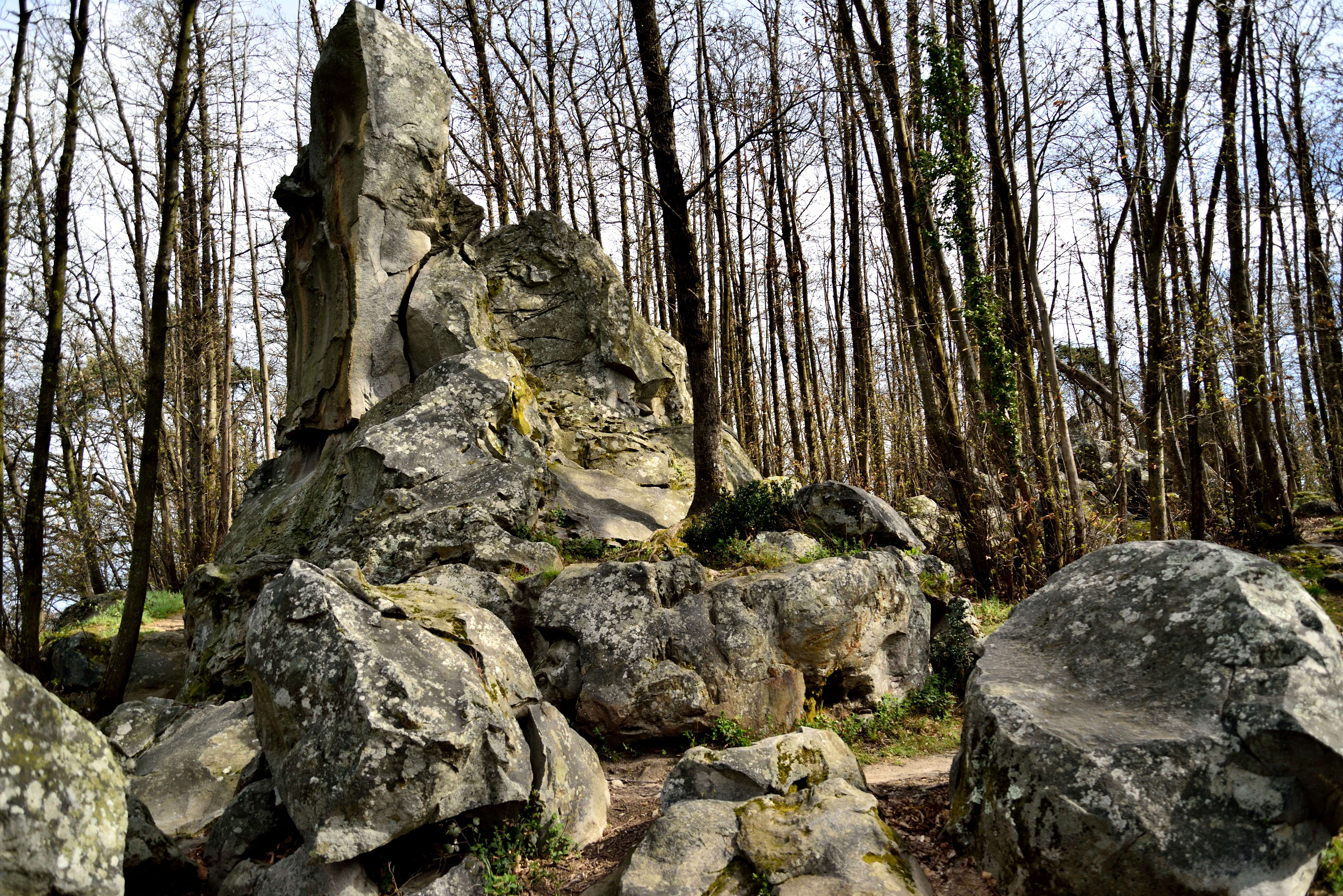
Autre photo du site des Roches qui dansent

Il s'agit d'une cinquantaine de gros monolithes, estimés à 180 millions d'années, tous situés dans un espace forestier. Certains de ces monolithes forment de grandes colonnes d'une dizaine de mètres. Ces rochers se présentent plus ou moins disposés selon plusieurs cercles concentriques.

### Géologie
Le site évoque un chaos granitique bien qu'il s'agisse en fait s'agit ici d'une concentration de blocs de grès quartziques érodés, pluridécimétriques à plurimétriques. On peut également observer quelques-uns de ces blocs aux alentours mais isolés.
Les sables siliceux de l'Éocène (localement : sables kaoliniques de Douévas) sont riches en éléments issus de l'altération de roches cristallines d'où leur forte teneur en silice. Ces blocs sont le résultat de la consolidation de ces sables en grès siliceux quartziques, qui s'est réalisée localement de façon irrégulière. L'érosion a ensuite dégagé ces formations siliceuses des sables non consolidés. On peut également noter la présence de galets de quartzite dans les blocs.

### Site d'escalade
Le lieu est répertorié comme spot d'escalade « entre 50 et 100 passages ». Les hauteurs sont très variées et vont du niveau « très facile » au niveau « très difficile » permettant l'accès aux grimpeurs de tout niveau.

## Histoire

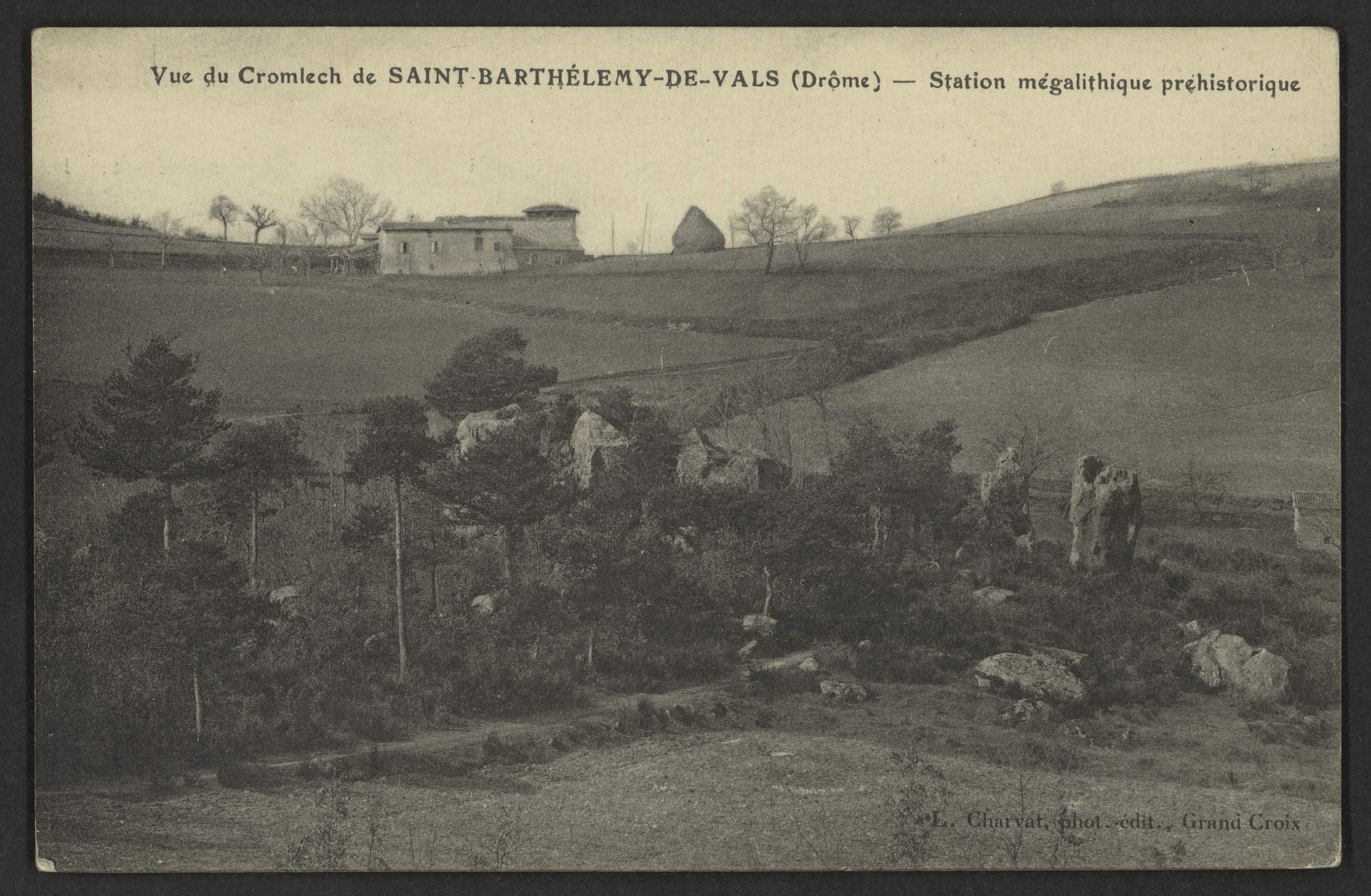
Carte postale du site datant de 1905

Le site, d'origine parfaitement naturelle, a probablement été utilisé comme lieu de cérémonie par la tribu celte des Allobroges, bien qu'aucune fouille archéologique n'ait été réalisée pour confirmer ou infirmer cette hypothèse.
Le site est inscrit dans l'inventaire des sites classés du département de la Drôme par arrêté daté du 19 janvier 1911.

## Légende
Une légende veut que, lors de la nuit de Noël, les rochers se mettent à danser au moment des douze coups de minuit. En effet, cette nuit là, au clair de lune et sous l'effet des nuages qui défilent, certaines personnes impressionnables peuvent croire que les roches bougent ou « dansent ».